# Корейский этикет
В Южной Корее этикет представляет собой свод социальных норм поведения, регулирующих человеческое взаимодействие, в основном происходящих из корейского конфуцианства и сосредоточенных на основных конфуцианских ценностях. Помимо общепринятых норм поведения, корейский этикет включает в себя, информацию о том как нужно вести себя ответственно с учетом социального статуса. Хотя большинство аспектов этикета и определяются историей страны, обычаи могут быть ограничены определенными регионами или зависеть от других культур, а именно Китая, Японии и Соединенных Штатов.

## Основные правила этикета
В Корее существуют культурные табу и правила поведения, которые считаются этикетом. Вот три примера таких обычаев, которые широко распространены и признаны среди корейцев:
- Использование числа 4 считается табу. Это связано с тем, что произношение слова «четыре» похоже на иероглиф «死» (что означает смерть), поэтому число 4 считается зловещим и даже несчастливым. По этой причине в некоторых старых зданиях нет кнопки четвертого этажа в лифте. Также подарки редко дарят в количестве, кратном четырем. Но число 7 считается счастливым, и подарки в количестве, кратном семи, считаются пожеланием удачи.[1]
- Поцелуи в общественных местах считаются крайне неуважительными и грубыми среди пожилых корейцев. Хотя это табу стало менее строгим среди нынешнего молодого поколения, оно все еще не приветствуется и считается постыдным.
- Одежда, соответствующая ситуации, считается важным проявлением уважения в Корее. Встречая новых людей или участвуя в официальных мероприятиях, принято носить костюм и галстук. Корейцы, особенно в крупных городах, таких как Сеул, уделяют особое внимание своему внешнему виду в общественных местах .

## Приветствия и язык тела
Корейцы, несмотря на сдержанность, являются очень вежливыми людьми. В Корее строго соблюдается конфуцианская иерархия, поэтому вежливость имеет особое значение. В связи с этим существуют определенные правила поведения для мужчин и женщин. Современные корейцы в основном здороваются рукопожатием с эмоционально близкими людьми, но традиционным корейским приветствием является поклон. При рукопожатии принято поддерживать правую руку левой в знак уважения. Корейские женщины обычно слегка кивают головой, но в наши дни также могут пожимать руки, как мужчины. Когда начинается поклон, молодые люди начинают первыми, поднимают руки (двигая их по сторонам, чтобы занять правильное положение), сгибают колени и склоняются к полу.
Корейцы считают неприемлемым физический контакт с незнакомыми людьми или даже с людьми, которые не являются близкими друзьями или родственниками. Поэтому в обществе следует избегать прикосновений, похлопываний или ударов по спине. Кроме того, прямой взгляд младшего на старшего считается невежливым и может быть воспринят как вызов авторитету, поэтому это следует избегать.

## Культура еды
Корейская культура еды берет начало в конфуцианских идеях эпохи Чосон. Традиционно корейцы сидят на полу за низкими столами и используют подушки для сидения. Пол обычно обогревается системой отопления «ондоль». Эта традиция все еще распространена во многих корейских ресторанах. Обеденные зоны обычно расположены на приподнятых платформах, и перед тем как ступать на эту платформу, посетители должны снять обувь. Сегодня большинство традиционных ресторанов также предлагают столы и стулья для тех посетителей, которые считают сидение на полу неудобным.

### Столовый этикет
В отличие от китайцев или японцев, корейцы никогда не подносят миску с рисом ко рту. Во время еды миски и тарелки должны оставаться на столе. Также считается невежливым обсуждать во время еды неприятные или антисанитарные темы, говорить слишком громко, издавать чрезмерные звуки при еде или есть слишком медленно или быстро. Проходя мимо людей, которые едят, также следует избегать громких разговоров. Независимо от того, насколько острая еда, сморкаться за столом считается неприемлемым. Дуть на горячую пищу, чтобы остудить ее, тоже считается невежливым. Если необходимо, лучше выйти из-за стола или найти другой способ, чтобы не привлекать внимание к этому.
Корейцы используют металлические палочки для еды, которые в большинстве своем сделаны из нержавеющей стали. Поскольку эти палочки могут издавать шум, их нельзя бросать на стол. Точно так же ложка может издавать громкие звуки при соприкосновении с тарелкой, поэтому нужно стараться избегать этого.

### Алкогольная культура
В ресторанах и барах не принято наливать себе напиток самостоятельно. Обычно считается хорошим тоном, если компания заполняет бокалы друг другу. Поэтому в барах, на вечеринках и в других общественных местах важно следить за наполненностью чужих бокалов и, когда они пустые, наполнять их. Если вы больше не хотите пить, не опустошайте свой бокал, оставьте его полным.
Если кто-то отказывается выпить алкоголь три раза, то алкоголь больше предлагать не будут. Но отказываться от первого бокала, предложенный другими, в качестве уважения, не принято и может показаться не вежливым.
Наливать напиток взрослому нужно обеими руками. Для наливания напитка следует взять бутылку правой рукой и держать левой рукой запястье правой.

## Новоселье
В Корее приглашение гостей в дом называется «чиптыри», и есть культура устраивания небольших встреч после переезда в новый дом. Хозяева предлагают еду и напитки, а также показывают дом друзьям, родственникам и соседям. Традиционно новые хозяева приглашали шамана на вечеринку, чтобы провести ритуал «муданче». Однако сегодня люди предпочитают поздравлять с новосельем немного иначе. В округе Онджин провинции Кёнги, это называется «тыльчари» (встреча в новом доме), когда хозяин выбирает время вечером, чтобы пригласить друзей и соседей, угощая их едой и показывая дом. Обычно подают блюдо «пибимпап» - рис, смешаный с кимом и другими блюдами. Люди играют на барабане «чангу» и поют песни, поздравляя хозяев до поздней ночи. В регионе Соннам, когда люди строят или переезжают в новый дом, они устраивают похожее празднование. Их гости готовят спички или свечи, символизируя свои пожелания процветания и удачи для этого дома. В качестве подарка к переезду предлагают моющие средства и туалетную бумагу, что символизирует надежду на благополучие и успех во всех начинаниях.

## Подарки и дарение подарков
Во многих случаях корейцы дарят подарки друг другу, чтобы отметить такие события, как Новый год, Чусок, дни рождения, свадьбы и праздники. Люди дарят разнообразные подарки, однако вид подарка зависит от того, кто и когда его получает. На свадьбы большинство корейцев дарят деньги молодоженам, но близкие друзья могут дарить им бытовую технику. Во время праздников корейцы дарят родителям и старшим членам семьи такие подарки, как говядину, фрукты, вино или подарочные карты. Соседи часто получают подарки в виде масла, консервированного тунца или сушенных водорослей.

## Похороны
Поход на похороны в Корее включает в себя молитвы, чтобы душа могла покоиться в мире на небесах, или извинения за невозможность защитить или утешить его. Это связано с концепцией «хё», что означает долг к родителям или предкам. Похороны и ритуалы являются семейными обязанностями и считаются большой ответственностью. В последнее время традиции похорон сильно изменились. Например, многие предпочитают кремацию и помещение праха в урны, вместо традиционного захоронения.

#### Участие в похоронах
В Корее термин «чомун» означает выражение соболезнований и сострадания к умершим. Посещение похорон в Корее называется «чомун» или «мунсан». После прихода на похороны обычно сначала выражается почтение покойнику, а затем членам его семьи. Однако если человек, пришедший на похороны, старше умершего, ему достаточно поклониться только родственникам.

#### Жертвование цветов
Когда приносят цветы на похороны, они служат символом скорби и должны быть направлены к покойнику в знак уважения.

### Поклон
В отличие от обычного формального поклона, на похоронах мужчины кладут левую руку на правую, а женщины — правую руку на левую. Обычно человек делает поклон один раз живым, и два раза — усопшему.

## Особенные дни рождения

### Празднование первого дня рождения
«Тольчанчи» — это традиционное корейское мероприятие, которое сохраняется с древних времен. В прошлом, когда медицина была не настолько развита и детская смертность высока из-за недоедания, доживать до первого дня рождения было для младенцев редкостью. Поэтому этот праздник стал символом благополучного будущего и празднованием выживания младенца. Многие традиционные обычаи сохранились и в наше время. «Тольчанчи» — один из самых важных дней рождения для корейцев. Главным моментом праздника является предсказание будущего ребенка, даруя ему различные предметы и следя за тем, какие предметы он выбирает. Кисть символизирует ученого, пучок ниток — долголетие, деньги — богатство. Рис означает, что ребенку никогда не придется голодать, что было очень важно в периоды голода. Если мальчик выбирает лук и стрелы, это означает, что он станет военным командиром. Если девочка выбирает ножницы или иглу, это предполагает, что она станет отличным ремесленником.

### Юбилей шестидесяти лет
Юбилей шестидесяти лет, или «хвангап», является традиционным праздником в Корее, посвященным поздравлению с этим важным событием. Число «60» символизирует завершение одного большого круга в жизни человека и начало другого, и это воспринимается как традиционный цикл в шесть лет по лунному календарю. В прошлом, когда средняя продолжительность жизни была намного ниже 60 лет, празднование юбилея имело также значение пожелания долгой и процветающей жизни. Традиционно празднование юбилея организуется детьми человека, достигшего 60 лет, с помощью множества родственников, которые готовят разнообразные блюда. Однако с развитием современной медицины такие праздники стали более распространенными, и в настоящее время вместо насыщенных вечеринок многие предпочитают отправиться в путешествие с семьей. Также юбилейные праздники отмечаются в 70 и 80 лет, называемые «чильсун» и «пальсун» соответственно.